# Chincha Alta

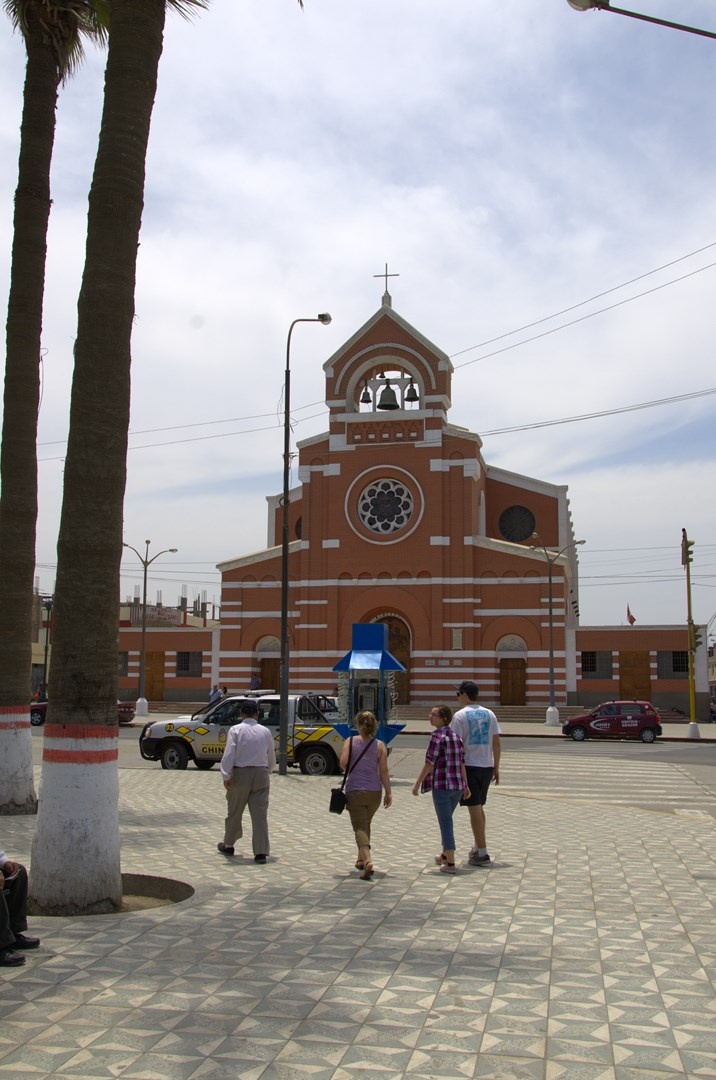
Santo Domingo Kirche in zentrum Chincha Alta 2014

Chincha Alta ist die Hauptstadt der Provinz Chincha in der Region Ica des südamerikanischen Anden-Staates Peru. Sie liegt etwa 210 km südlich vom Lima an der Panamericana. Die Stadt hatte bei der Volkszählung im Oktober 2017 66.349 Einwohner. 10 Jahre zuvor lag die Einwohnerzahl bei 59.574.
Chincha Alta wurde am 26. Oktober 1874 die Stadtrechte verliehen, durch Gesetz vom 13. Oktober 1900 wurde sie infolge einer Gebietsreform zur Hauptstadt der Provinz Chincha bestimmt.
Die Stadt und ihr Umland gelten als das Zentrum der afro-peruanischen Kultur; insbesondere für die Musik unter Verwendung des Cajón ist die Stadt bekannt.

## Persönlichkeiten
- Luis Advíncula (* 1990), Fußballspieler
- Wilder Cartagena (* 1994), Fußballspieler
- Eladio Reyes (* 1948), Fußballspieler